# منزل سديدي
منزل سديدي (بالفارسية: خانه سدیدی) هو منزل تاريخي يعود إلى عصر القاجاريون، ويقع في سبزوار.